# Stekník (zámek)
Stekník je rokokový zámek ve stejnojmenné vesnici v okrese Louny. Stojí v jižní části vesnice na hraně mělkého údolí řeky Ohře necelých šest kilometrů východně od Žatce. Od roku 1964 je chráněn jako kulturní památka. Spravuje ho Národní památkový ústav a je zpřístupněn veřejnosti. Dne 18. září 2023 byl prohlášen spolu s Žatcem a krajinou chmele za památku UNESCO.

## Historie

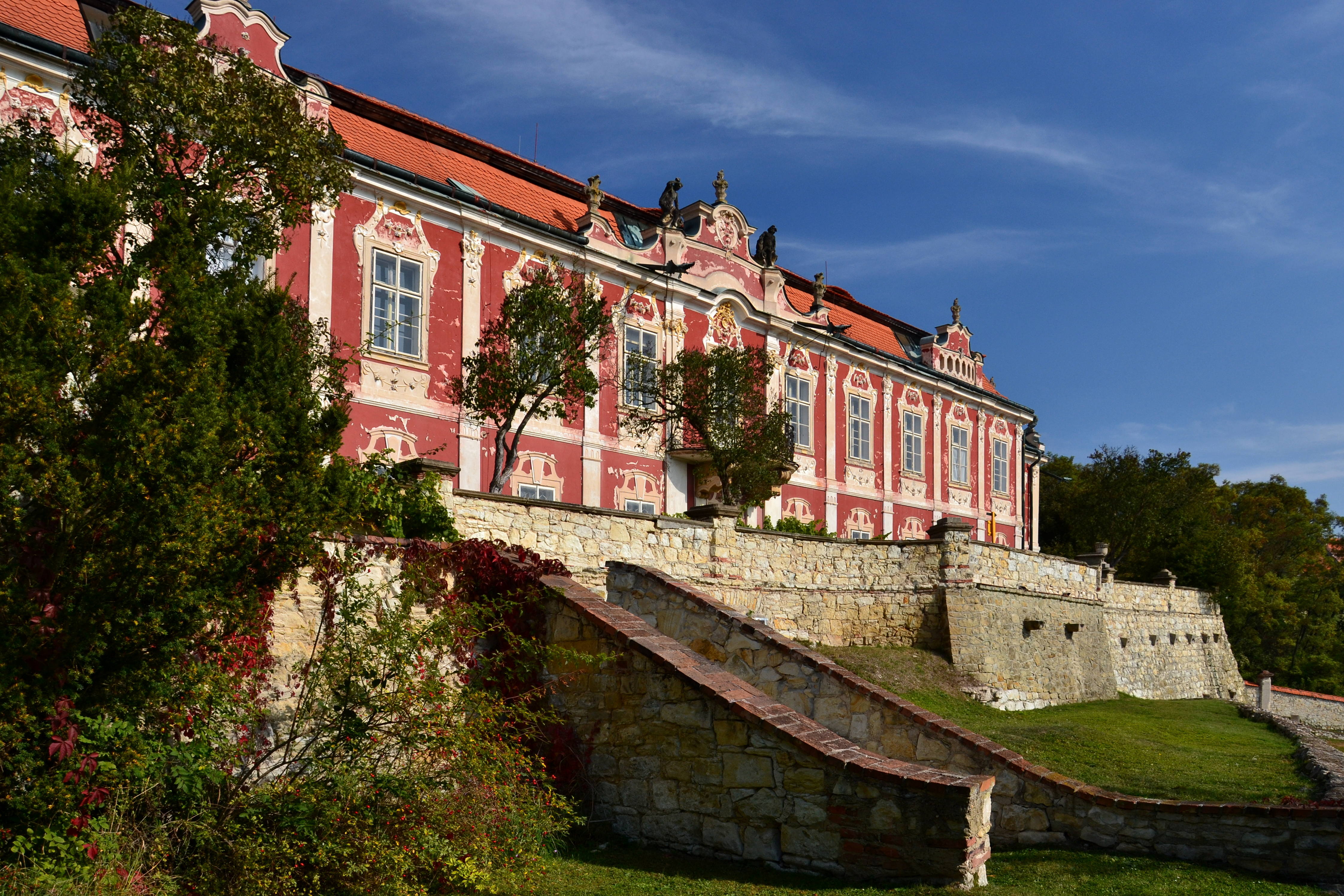
Jižní průčelí

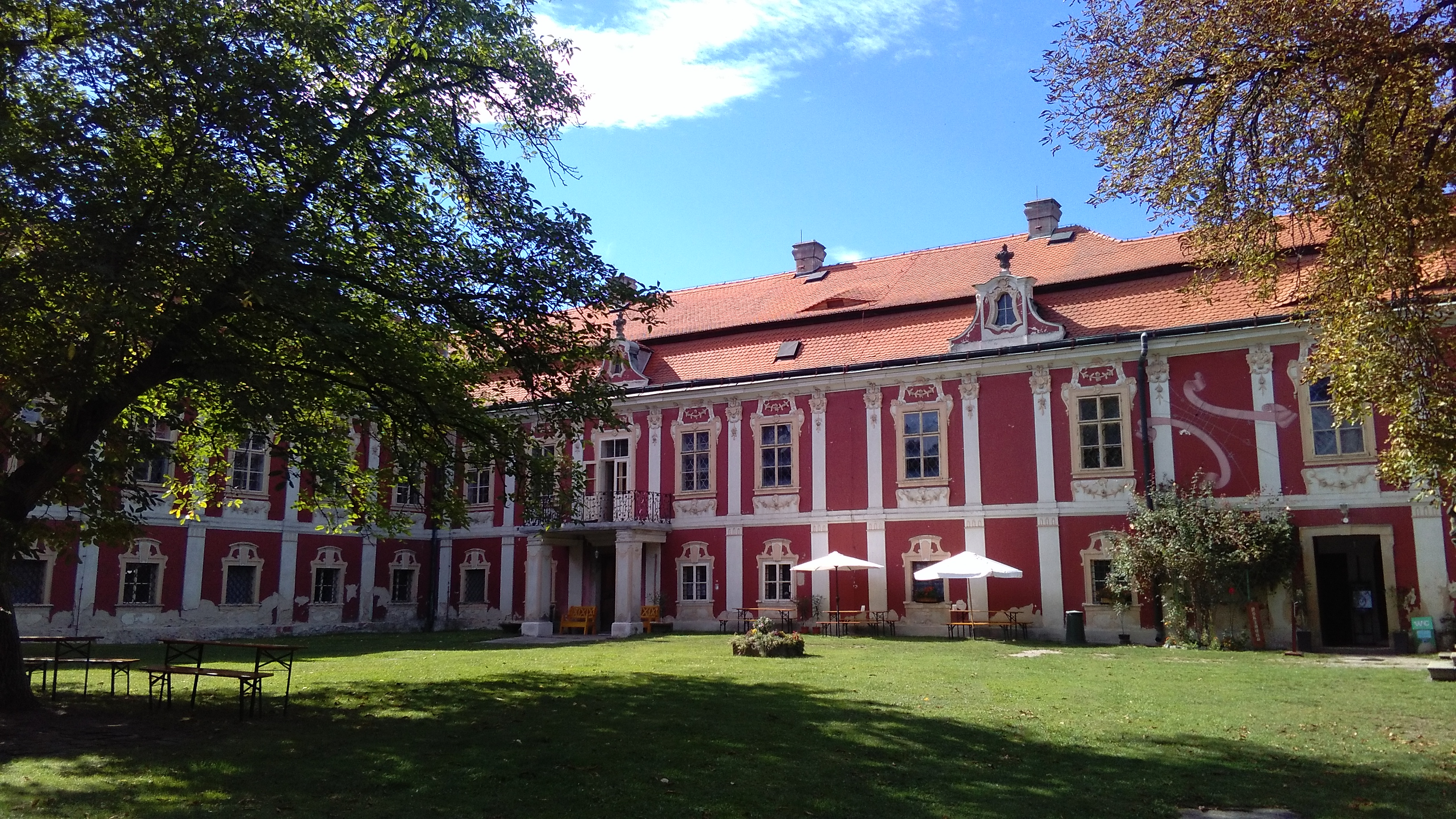
Nádvoří

První písemná zmínka o vesnici pochází z roku 1389, ale panské sídlo popsané jako tvrz se uvádí až v roce 1539, kdy patřila k líčkovskému panství Lobkoviců. Roku 1595 prodal císař Rudolf II. Stekník Jiřímu Kaplíři ze Sulevic, který jej spravoval z Tuchořic. Jiřího dědicové ze Stekníku opět učinili samostatný statek s panským sídlem, které ale chátralo až do výstavby zámku. Podle Rudolfa Anděla Stekník získal jako pozůstalost už v roce 1594 Adam starší Kaplíř ze Sulevic, po němž ji zdědil syn Alexandr Kaplíř. Jemu byl za účast na stavovském povstání zkonfiskován, a královská komora panství prodala Adamovi z Valdštejna, od kterého jej vzápětí koupil Jan z Aldringenu. V roce 1631 došlo ke vpádu Sasů do Čech, a s nimi se vrátil z vyhnanství také Alexandr Kaplíř ze Sulevic, který se vzápětí ujal dřívějšího majetku. O tři roky později mu byl však zabaven veškerý majetek, a ve Stekníku se potom jako majitelé vystřídali Oldřich z Bisingenu (1636) a Lochnar Palič (1658).

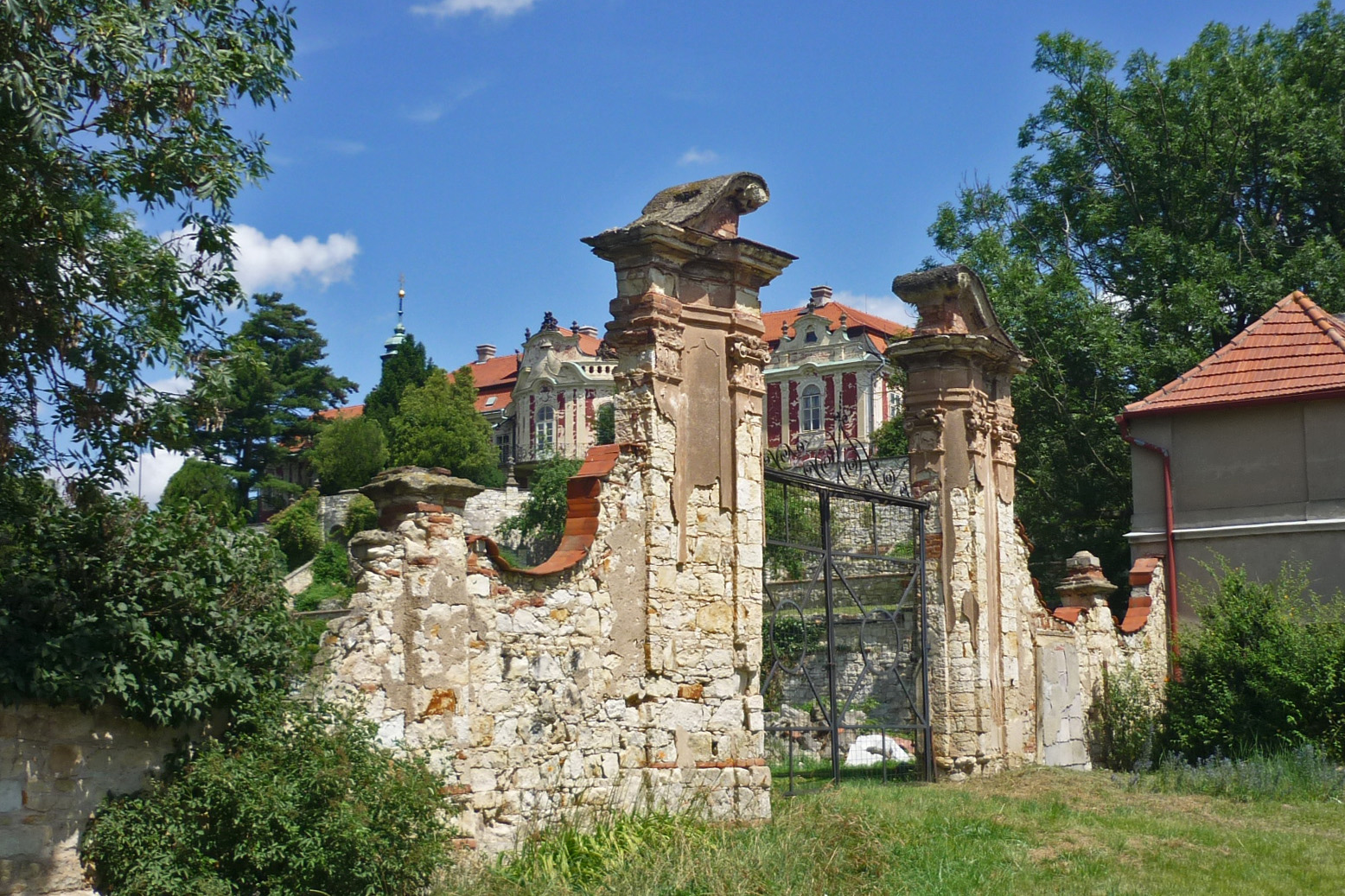
Jedna z bran do zahrady

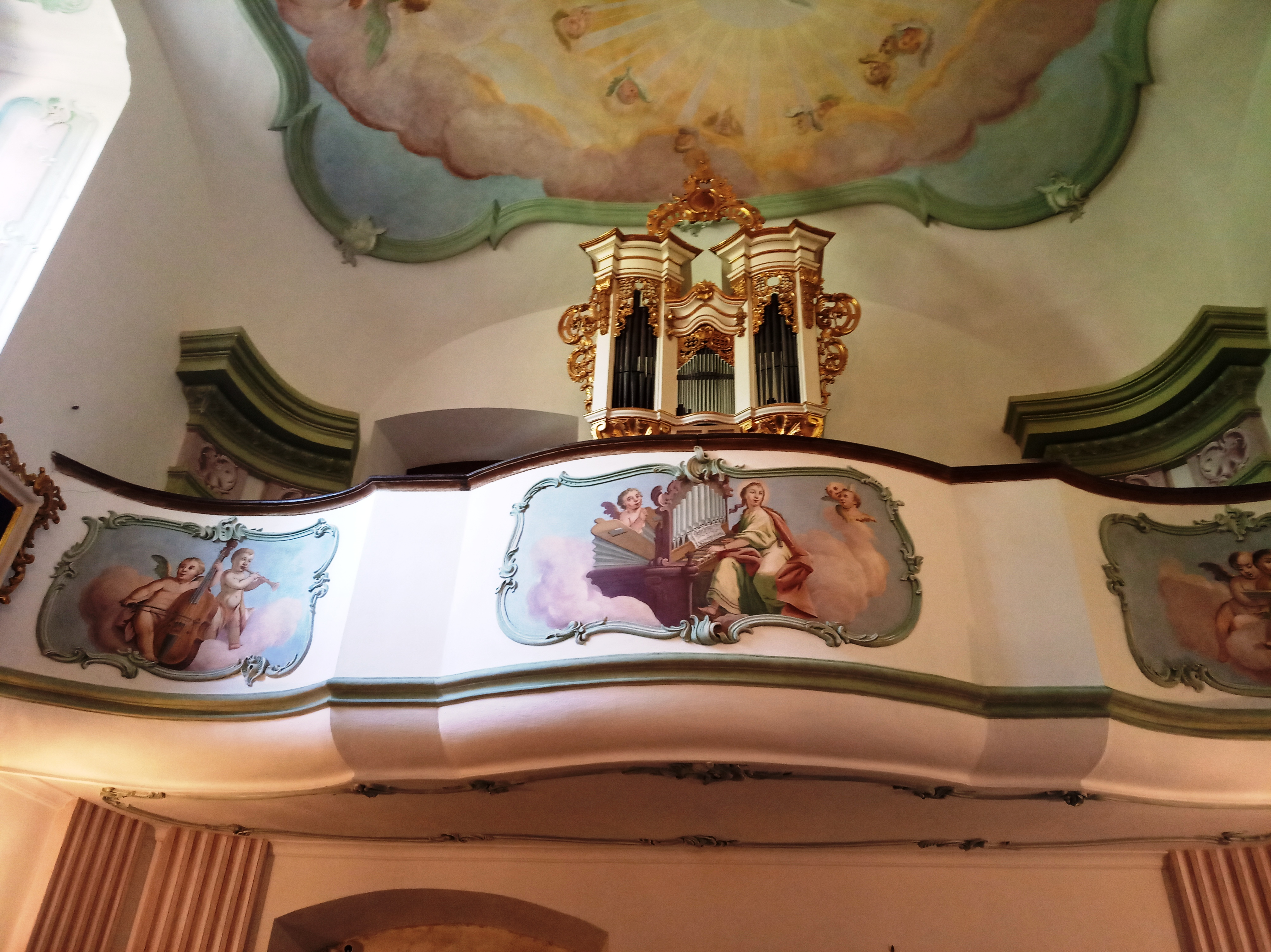
Varhany z roku 1772 v zámecké kapli

Dalším majitelem panského dvora se stal v roce 1681 žatecký měšťan Jan Jiří Kulhánek, který se později psal s přídomkem z Klaudensteina. Nechal zbourat staré budovy a na jejich místě vystavět barokní zámek. Ve  druhé polovině osmnáctého století, za jeho vnuka svobodného pána Jana Františka z Klaudensteina byl zámek upraven v rokokovém stylu. Jan František z Klaudensteina Stekník vlastnil od roku 1760. V roce 1761 se oženil s hraběnkou Marií Franciscou z Hohenembs) a roku 1772 získal hraběcí titul. Roku 1796 panství prodal rytíři Antonínu Josefovi Korbovi z Weidenheimu. Poté zámek získala rodina Hennetů. Svobodný pán Leopold z Hennetu statek se zámkem prodal Hansi Fridrichu Gimbelovi. Po Gimbelově smrti zámek převzal jeho zeť, švýcarský konzul Gérold Déteindre, jehož potomci jej vlastnili do prosince 1949. Od roku 1950 zámek využíval Výzkumný ústav chmelařský v Žatci a po něm Národní galerie v Praze, která v něm měla depozitář. Od roku 1997 zámek spravuje Národní památkový ústav.

## Stavební podoba
Dochovaná podoba je výsledkem úprav v rokokovém slohu ze druhé poloviny 18. století, kdy bylo za Jana Františka z Klaudensteinu přistavěno jižní křídlo, v západním křídle vznikl velký sál s balkónem a k severnímu konci staršího křídla byla připojena kaple Navštívení Panny Marie. O její postavení požádal tehdejší majitel, Jan František Kulhánek z Klaudensteinu, pražskou arcibiskupskou konzistoř v roce 1760. Autorem plánů byl žatecký stavitel Johann Paul Loschy. Stejnou žádost s plány stejného architekta adresoval Kulhánek konzistoři ještě v roce 1767. Podle první žádosti měla být kaple zasvěcena Panně Marii a sv. Janu Nepomuckému, ve druhé už je uvedeno stávající patrocinium. Pavel Vlček považuje Loschyho za pravděpodobného architekta rokokové přestavby zámku.
Zámecké fasády jsou členěné pilastry a rokokovým květinovým dekorem (girlandy z růží) na supraportách, parapetech a pilastrech. Před západní průčelí předstupuje konvexní tříosý rizalit s balkónem a se štíty zdobenými rokokovými vázami. Za ním je v přízemí oválná sala terrena zaklenutá kupolí. Její strop je zdoben štukovým zrcadlem s malbou alegorie Umění a v nikách jsou malované alegorie Lásky.
Kaple je obdélná se zkosenými nárožími a má obdélný presbytář. Kromě dalšího vybavení se v ní nachází hlavní oltář zasvěcený Navštívení Panny Marie, šest obrazů světců od Ignáce Raaba, obraz Nejsvětější Trojice a varhany.
Ze západní a jižní strany je zámek obklopen unikátní italskou zahradou na stupňovitých terasách zdobených rokokovými vázami a plastikami.

## Rekonstrukční práce
| Rok  | Počet návštěvníků |
| ---- | ----------------- |
| 2015 | 6 081             |
| 2016 | 12 488            |
| 2017 | 10 953            |
| 2018 | 12 000            |
| 2019 | 15 766            |
| 2020 | 12 104            |
| 2021 | 10 574            |
| 2022 | 11 693            |
| 2023 | 14 334            |
| 2024 | 20 434            |

Mezi léty 2013 a 2016 probíhala renovace zámecké kaple a piana nobile. Od roku 2016 následovala rekonstrukce západního křídla, kde byl slavnostně 17. července 2019 otevřen nový návštěvnický okruh, jež prezentuje soukromá apartmá posledního majitele zámku švýcarského konzula Gerolda Déteindre. Druhá fáze renovací stála 16,5 milionu korun. Z části byla dotována Ministerstvem kultury. Renovací prošly zejména fresky, které restaurátoři odkryli v hlavním sále. Zobrazují antický chrám a stěna zdobí symboly čtyř přírodních živlů (ohně, vody, vzduchu a země). Autorem freskové výmalby je Kryštof Seckel, k jehož nejznámějším dílům patří veduty pro Španělský sál Pražského hradu.
Dalším cílem je obnovit rokokovou fasádu zámku. Rekonstrukce je naplánována na roky 2020 až 2022.

## Ve filmu
V roce 2016 se na zámku natáčela pohádka Slíbená princezna.